# Zelotes fuscorufus
Zelotes fuscorufus är en spindelart som först beskrevs av Simon 1878.  Zelotes fuscorufus ingår i släktet Zelotes och familjen plattbuksspindlar. Inga underarter finns listade i Catalogue of Life.